# The Old Parlor
The Old Parlor è un cortometraggio muto del 1913 diretto da William Robert Daly.

## Produzione
Il film fu prodotto dall'Independent Moving Pictures Co. of America (IMP)

## Distribuzione
Distribuito dall'Universal Film Manufacturing Company, il film uscì nelle sale cinematografiche USA il 6 novembre 1913.